# تفکر گله‌ای
تفکر گله‌ای ذهنیت گله‌ای یا تفکر دنباله‌رو، به پدیده‌ای فکری و روانی گویند، که به موجب آن، افراد دنباله‌رو افراد دیگر شده و هر کاری که گروهی از مردم انجام می‌دهند، گروهی دیگر فارغ از باور و اعتقاد خود، در عمل آن‌ها را دنبال می‌کنند. این تأثیر دسته‌ای یا زنجیره‌ای در امور سیاسی و رفتار مشتریان در بازار سهام، خود را به خوبی نشان می‌دهد. (مانند عملکرد افرادی چون دانیل کاهنمن، رابرت جی. شیلر و ورنون اسمیت) این رفتار همچنان به‌خوبی در هنگام افزایش ارزش دارایی‌های خاصی خود را نمایان کرده و به باد کردن حباب اقتصادی کمک می‌کند. این تأثیر به نام رفتار گله‌ای نیز شناخته شده‌است.